# Snowboard nos Jogos Olímpicos de Inverno de 2006 - Snowboard cross feminino
A competição de snowboard cross feminina de snowboard nos Jogos Olímpicos de Inverno de 2006 foi disputado no dia 17 de fevereiro.

## Medalhistas
| Ouro   | SUI Tanja Frieden      |
| Prata  | USA Lindsey Jacobellis |
| Bronze | CAN Dominique Maltais  |

## Primeira fase
| Pos. | Nome                     | Total   | Dif    | 1ª Rodada | Pos. | 2ª Rodada | Pos. | Nº |
| ---- | ------------------------ | ------- | ------ | --------- | ---- | --------- | ---- | -- |
| 1    | CAN Maelle Ricker        | 1:27.85 |        | 1:28.99   | 1    | 1:27.85   | 1    | 22 |
| 2    | CAN Dominique Maltais    | 1:29.33 | +1.48s | 1:33.03   | 13   | 1:29.33   | 2    | 20 |
| 3    | USA Lindsey Jacobellis   | 1:29.51 | +1.66s | 1:30.89   | 6    | 1:29.51   | 3    | 32 |
| 4    | SUI Tanja Frieden        | 1:29.77 | +1.92s | 1:30.76   | 5    | 1:29.77   | 4    | 24 |
| 5    | SWE Maria Danielsson     | 1:30.01 | +2.16s | 1:30.01   | 2    | 2:06.56   | 21   | 36 |
| 6    | BRA Isabel Clark Ribeiro | 1:30.12 | +2.27s | 1:30.12   | 3    | 1:31.49   | 10   | 34 |
| 7    | SUI Olivia Nobs          | 1:30.44 | +2.59s | 1:32.02   | 8    | 1:30.44   | 5    | 30 |
| 8    | FRA Marie Laissus        | 1:30.46 | +2.61s | 1:30.46   | 4    | 1:30.99   | 8    | 29 |
| 9    | FRA Deborah Anthonioz    | 1:30.89 | +3.04s | 1:31.22   | 7    | 1:30.89   | 6    | 26 |
| 10   | AUT Doresia Krings       | 1:30.90 | +3.05s | 1:45.53   | 21   | 1:30.90   | 7    | 21 |
| 11   | FRA Karine Ruby          | 1:31.03 | +3.18s | 1:42.51   | 20   | 1:31.03   | 9    | 17 |
| 12   | GBR Zoe Gillings         | 1:31.93 | +4.08s | 1:46.71   | 22   | 1:31.93   | 11   | 18 |
| 13   | GER Katharina Himmler    | 1:32.15 | +4.30s | 1:32.15   | 9    | 1:33.89   | 17   | 33 |
| 14   | SUI Mellie Francon       | 1:32.30 | +4.45s | 1:32.31   | 10   | 1:32.30   | 12   | 23 |
| 15   | JPN Yuka Fujimori        | 1:32.46 | +4.61s | 1:32.46   | 11   | 1:32.63   | 13   | 31 |
| 16   | AUT Doris Guenther       | 1:32.58 | +4.73s | 1:32.58   | 12   | DNF       | DNF  | 35 |
| 17   | CAN Erin Simmons         | 1:32.74 | +4.89s | 1:33.24   | 14   | 1:32.74   | 14   | 28 |
| 18   | ITA Carmen Ranigler      | 1:32.91 | +5.06s | DNF       | DNF  | 1:32.91   | 15   | 27 |
| 19   | CAN Dominique Vallee     | 1:33.57 | +5.72s | 1:34.76   | 16   | 1:33.57   | 16   | 39 |
| 20   | NZL Juliane Bray         | 1:34.45 | +6.60s | 1:34.45   | 15   | 1:39.81   | 20   | 37 |
| 21   | AUS Emily Thomas         | 1:34.57 | +6.72s | 1:37.69   | 19   | 1:34.57   | 18   | 38 |
| 22   | BUL Alexandra Jekova     | 1:35.50 | +7.65s | 1:36.13   | 17   | 1:35.50   | 19   | 25 |
| 23   | FRA Julie Pomagalski     | 1:36.32 | +8.47s | 1:36.32   | 18   | DSQ       | DSQ  | 19 |

## Quartas-de-finais
| Pos. | Nome                  | PQ |
| ---- | --------------------- | -- |
| 1    | CAN Maelle Ricker     | 1  |
| 2    | FRA Marie Laissus     | 8  |
| 3    | FRA Deborah Anthonioz | 9  |
| 4    | AUT Doris Guenther    | 16 |

| Pos. | Nome                  | PQ |
| ---- | --------------------- | -- |
| 1    | SUI Tanja Frieden     | 4  |
| 2    | SWE Maria Danielsson  | 5  |
| 3    | GER Katharina Himmler | 13 |
| 4    | GBR Zoe Gillings      | 12 |

| Pos. | Nome                     | PQ |
| ---- | ------------------------ | -- |
| 1    | SUI Mellie Francon       | 14 |
| 2    | USA Lindsey Jacobellis   | 3  |
| 3    | BRA Isabel Clark Ribeiro | 6  |
| 4    | FRA Karine Ruby          | 11 |

| Pos. | Nome                  | PQ |
| ---- | --------------------- | -- |
| 1    | CAN Dominique Maltais | 2  |
| 2    | JPN Yuka Fujimori     | 15 |
| 3    | SUI Olivia Nobs       | 7  |
| 4    | AUT Doresia Krings    | 10 |

## Semi-finais
| Pos. | Nome                 | PQ |
| ---- | -------------------- | -- |
| 1    | CAN Maelle Ricker    | 1  |
| 2    | SUI Tanja Frieden    | 4  |
| 3    | FRA Marie Laissus    | 8  |
| 4    | SWE Maria Danielsson | 5  |

| Pos. | Nome                   | PQ |
| ---- | ---------------------- | -- |
| 1    | USA Lindsey Jacobellis | 3  |
| 2    | CAN Dominique Maltais  | 2  |
| 3    | SUI Mellie Francon     | 14 |
| 4    | JPN Yuka Fujimori      | 15 |

## Disputa da 13ª-16ª posição
| Pos. | Nome               | PQ |
| ---- | ------------------ | -- |
| 13   | AUT Doresia Krings | 10 |
| 14   | AUT Doris Guenther | 16 |
| 15   | GBR Zoe Gillings   | 12 |
| 16   | FRA Karine Ruby    | 11 |

## Disputa da 9ª-12ª posição
| Pos. | Nome                     | PQ |
| ---- | ------------------------ | -- |
| 9    | BRA Isabel Clark Ribeiro | 6  |
| 10   | FRA Deborah Anthonioz    | 9  |
| 11   | SUI Olivia Nobs          | 7  |
| 12   | GER Katharina Himmler    | 13 |

## Disputa da 5ª-8ª posição
| Pos. | Nome                 | PQ |
| ---- | -------------------- | -- |
| 5    | SUI Mellie Francon   | 14 |
| 6    | SWE Maria Danielsson | 5  |
| 7    | JPN Yuka Fujimori    | 15 |
| 8    | FRA Marie Laissus    | 8  |

## Final
| Pos. | Nome                   | PQ |
| ---- | ---------------------- | -- |
|      | SUI Tanja Frieden      | 4  |
|      | USA Lindsey Jacobellis | 3  |
|      | CAN Dominique Maltais  | 2  |
| 4    | CAN Maelle Ricker      | 1  |

Legenda
| Recorde mundial      | Recorde mundial (World record)               |                       | Recorde africano                      | Recorde africano (African) |                                           | Q | Classificado por posição (Qualified) |
| Recorde olímpico     | Recorde olímpico (Olympic record)            | Recorde da América    | Recorde da América (Americas)         | q                          | Classificado por melhor tempo (Qualified) |   |                                      |
| Melhor marca do ano  | Melhor marca do ano (World leading)          | Recorde asiático      | Recorde asiático (Asian)              | DNS                        | Não largou (Did not start)                |   |                                      |
| Recorde nacional     | Recorde nacional (National record)           | Recorde europeu       | Recorde europeu (European)            | DNF                        | Não terminou (Did not finish)             |   |                                      |
| Recorde pessoal      | Recorde pessoal do atleta (Personal best)    | Recorde da Oceania    | Recorde da Oceania (Oceania)          | DSQ / DQ                   | Desclassificado (Disqualified)            |   |                                      |
| Recorde da temporada | Recorde da temporada do atleta (Season best) | Recorde sul-americano | Recorde sul-americano (South America) | NM                         | Sem marca (No mark)                       |   |                                      |